# Nottingham Trophy 2012
Il Nottingham Trophy 2012, noto anche come AEGON Trophy per motivi di sponsorizzazione, è stato un torneo professionistico di tennis giocato sull'erba. È stata la 4ª edizione del torneo e faceva parte dell'ATP Challenger Tour nell'ambito dell'ATP Challenger Tour 2012 e dell'ITF Women's Circuit nell'ambito dell'ITF Women's Circuit 2012. Si è giocato a Nottingham nel Regno Unito dal 4 al 10 giugno 2012.

## Partecipanti ATP

### Teste di serie
| Nazionalità | Giocatore         | Ranking* | Testa di serie |
| ----------- | ----------------- | -------- | -------------- |
| Giappone    | Gō Soeda          | 58       | 1              |
| Slovacchia  | Lukáš Lacko       | 64       | 2              |
| Giappone    | Tatsuma Itō       | 68       | 3              |
| Russia      | Dmitrij Tursunov  | 88       | 4              |
| Australia   | Marinko Matosevic | 90       | 5              |
| Russia      | Igor' Kunicyn     | 101      | 6              |
| Canada      | Vasek Pospisil    | 102      | 7              |
| Estonia     | Jürgen Zopp       | 103      | 8              |

* Ranking al 28 maggio 2012.

### Altri partecipanti
Giocatori che hanno ricevuto una wild card:
- Jamie Baker
- Andrew Fitzpatrick
- Oliver Golding
- Josh Goodall

Giocatori passati dalle qualificazioni:
- Robert Kendrick
- Illja Marčenko
- Denis Matsukevich
- Frederik Nielsen

## Partecipanti WTA

### Teste di serie
| Nazionalità   | Giocatrice        | Ranking* | Testa di serie |
| ------------- | ----------------- | -------- | -------------- |
| Austria       | Tamira Paszek     | 52       | 1              |
| Taipei cinese | Hsieh Su-wei      | 64       | 2              |
| Regno Unito   | Elena Baltacha    | 68       | 3              |
| Grecia        | Eléni Daniilídou  | 69       | 4              |
| Georgia       | Anna Tatišvili    | 75       | 5              |
| Giappone      | Kimiko Date-Krumm | 76       | 6              |
| Polonia       | Urszula Radwańska | 79       | 7              |
| Regno Unito   | Anne Keothavong   | 81       | 8              |

* Ranking al 28 maggio 2012.

### Altre partecipanti
Giocatrici che hanno ricevuto una wild card:
- Naomi Broady
- Tara Moore
- Samantha Murray
- Melanie South

Giocatrici passate dalle qualificazioni:
- Michelle Larcher de Brito
- Melanie Oudin
- Kristýna Plíšková
- Coco Vandeweghe

## Campioni

### Singolare maschile
Benjamin Becker ha battuto in finale  Dmitrij Tursunov, 4-6, 6-1, 6-4

### Doppio maschile
Treat Conrad Huey /  Dominic Inglot hanno battuto in finale  Jonathan Marray /  Frederik Nielsen, 6-4, 6(9)–7, [10-8]

### Singolare femminile
Urszula Radwańska ha battuto in finale  Coco Vandeweghe, 6-1, 4-6, 6-1

### Doppio femminile
Eléni Daniilídou /  Casey Dellacqua hanno battuto in finale  Laura Robson /  Heather Watson, 6-4, 6-2